# Get Fuzzy
Get Fuzzy è una striscia a fumetti comica scritta e disegnata da Darby Conley e pubblicato dalla United Feature Syndicate dal 6 settembre 1999. è stato pubblicato su oltre 700 testate in tutto il mondo.

## Trama
La striscia racconta le avventure giornaliere di un pubblicitario di Boston, Rob Wilco, e dei suoi due animali: il gatto Bucky Katt e il cane Satchel Pooch. L'umorismo delle strisce deriva dal conflitto tra le personalità di Bucky e Satchel, stereotipi estremizzati del gatto e del cane. Il dolce, fedele e ingenuo Satchel è continuamente soggetto alla crudeltà di Bucky. Rob, il collegamento fra i due, deve vedersela spesso con la natura distruttiva di Bucky. I tre personaggi convivono in un appartamento situato a Longwood Avenue in Boston.

## Storia editoriale
Get Fuzzy è pubblicato dalla United Feature Syndicate dal 6 settembre 1999. Inizialmente apparsa su 75 testate nazionali (americane) la striscia è arrivata ben presto a essere pubblicata su oltre 200 testate nazionali. In Italia viene pubblicato sulla storica rivista mensile di strisce di fumetti Linus e, fino a dicembre 2012, giornalmente sul quotidiano Metro.

### Ristampe
Nel 2011, Get Fuzzy iniziò a riproporre sempre più frequentemente ristampe di strisce già edite nelle sue pubblicazioni giornaliere. Inizialmente, alternandosi settimanalmente con strisce inedite, ma in seguito le ristampe divennero sempre più frequenti, e da novembre 2013 l'intera pubblicazione di Get Fuzzy consiste interamente di strisce degli anni precedenti. Solo tra le storie della domenica sono state presentate strisce nuove, saltuariamente fino a febbraio 2019.
Da allora, l'autore Darby Conley ha smesso di produrre nuovo materiale, senza fornire una spiegazione del perché.

### Volumi pubblicati
- The Dog Is Not a Toy (Andrews McMeel Publishing, April 15, 2001; ISBN 0-7407-1392-2)
- Fuzzy Logic (Andrews McMeel Publishing, April 1, 2002; ISBN 0-7407-2198-4)
- The Get Fuzzy Experience (Andrews McMeel Publishing, April 2, 2003; ISBN 0-7407-3300-1)
- Blueprint for Disaster (Andrews McMeel Publishing, October 1, 2003; ISBN 0-7407-3808-9)
- Say Cheesy, A Get Fuzzy Collection (Andrews McMeel Publishing, May 28, 2005; ISBN 0-7407-4663-4)
- Scrum Bums (Andrews McMeel Publishing, September 1, 2006; ISBN 0-7407-5001-1)

## Personaggi

### Protagonisti
Bucky Katt: è un gatto siamese incredibilmente egoista, cinico e pigro con tendenze antisociali, distruttive e violente, l'ostilità e l'egocentrismo. Le sue orecchie sono quasi sempre disegnate reclinate sulla sua testa in un modo ribelle e aggressivo. Bucky deve il suo nome al leggendario giocatore di baseball Buck O'Neil (un compagno di squadra di Satchel Paige negli anni '30 e '40), tuttavia Rob ha accennato che il nome di Bucky è anche dovuto al dente che sporge vistosamente dalla sua bocca (in inglese: buck teeth) avendo rotto gli altri in un combattimento e nei vari tentativi di catturare Fungo Squiggly, il Furetto dei vicini. Vive in un armadio.
Si diletta nel provare a sgonfiare la prospettiva ottimistica di Satchel, ma riesce raramente, perché Satchel non è abbastanza sveglio per capire il suo sarcasmo ed è spesso ignaro che lo stia insultando.
Bucky chiama Rob con l'appellativo Pinky riferendosi alla mancanza di pelliccia e al colore della pelle oppure lo chiama "Robert", "Robbo", "Wilco" e ogni tanto "Cracker".
Bucky trova sempre nuovi modi per infastidire Rob e Satchel: tifa per gli "Yankers" (Yankees) solo perché Rob è un ardente fan dei Red Sox.
Gli piace Harry Potter, ha letto i libri e ha preso parte a uno spoiler di Harry Potter e il principe mezzosangue con Rob nella parte di Severus Piton. A Bucky sembra piacere Serpeverde perché Satchel è un fan di Tassorosso. Ma i suoi atteggiamenti di superiorità intellettuale sono minati dal suo costante malapropismo che gli fa scambiare parole simili fra loro e la sua propensione a rendersi ridicolo sostenendo che l'Inghilterra non esista.
Le sue ossessioni sono cercare di uccidere il furetto che vive alla porta accanto, mangiare una scimmia e il voler fare un film. Nessuno di questi obiettivi ha tuttavia una sua razionalità e fallisce ogni tentativo. Fungo distrugge ogni volta gli schemi di Bucky, e l'unico incontro che ha avuto con una scimmia è finito con questa che cercava di sbucciarlo come una banana.
Bucky ha un orsacchiotto di plastica che si chiama Smacky ed è uno dei pochi oggetti di cui sembra interessargli qualcosa. In un episodio Fungo Squiggly chiede di avere Smacky in cambio della autobiografia di Bucky che era stata rubata dal furetto. Bucky tenta di fregare Fungo dandogli uno Smacky finto e Fungo in cambio dà a Bucky The Collected Works di Ira Gershwin al posto del manoscritto. Come regalo di Natale Bucky riceve altri due orsacchiotti che ha chiamato Cracker (perché «è bianco») e Punk.
Bucky ha anche una bambola di pezza chiamata Ms. Pretty. Si è vista solo una volta, ma è raramente menzionata e quando va fuori la ripone in un fagotto. Nonostante la sua mancanza di sensibilità, Bucky ha molta cura di Smacky e Ms. Pretty. Inoltre si arrabbia molto quando Rob lava la sua coperta, e quando sempre Rob buttò via il suo amico morto, il pesciolino Smell E. Fish.
Nella maggior parte delle escursioni esterne, quando Rob è presente, Bucky viene messo sul seggiolino per bambini, in modo da riuscire a tenerlo lontano dai problemi.
Nonostante cerchi di mantenere un'immagine cattiva, Bucky ogni tanto rivela una natura da tenerone; in una striscia, Rob tiene la luce accesa durante la notte e scopre Bucky "snuggling." Una volta ha riparato volontariamente l'orologio di Satchel. Dopo gli attacchi dell'11 settembre, Bucky era molto agitato; mentre Rob e Satchel sono andati a donare il sangue, lui ha decorato l'appartamento con palloncini di ringraziamento e ha cucinato qualche biscotto per loro.
Pochissimo è stato rivelato della nascita e dei primi anni di vita di Bucky. Rob ha detto una volta di aver trovato Bucky in una pattumiera a Hackensack (New Jersey), quando il gatto aveva solo pochi giorni di vita. Mentre il padre non è mai stato menzionato, Bucky ha dato il nome di sua mamma a una carta di credito.
Satchel Pooch: è un cane figlio di un Labrador Retriever e cane da guida in pensione e di una Shar Pei che vivono in Cheticamp, Nuova Scozia. Un amico di Rob Wilco, fanatico di sport, presume che il suo nome sia legato a quello del leggendario giocatore di baseball Satchel Paige.
Satchel è gentile, delicato e simpatico. Queste caratteristiche, unite alla sua ingenuità, lo rendono una facile preda per Bucky. La personalità di Satchel è l'opposto di quella di Bucky: facile al perdono, ottimista fino all'estremo e capace di coesistere pacificamente con tutti. È un buon amico del nemico di Bucky, Fungo Squiggly. Mantiene una posizione neutrale tra i due fanatici sportivi che ha in casa e dice che a lui piacciono i Chicago Cubs. Satchel è inoltre molto orgoglioso del suo retaggio cercando di guardare sempre la Regina Elisabetta quando appare in televisione. Come fan di Harry Potter, Satchel ha un poster dei Tassorosso in camera.
Anche se Satchel non sapeva leggere l'ora aveva un orologio che chiamava "Handy". Ma l'orologio è stato distrutto in un incidente con una bicicletta, così Satchel ha ricevuto come regalo di Natale un orologio digitale che ha chiamato "Dingy" (poi "Beepy"), ma non sa ancora leggerlo. Oltre all'orologio Satchel da un nome a tutto dal tappeto ("Rugger Green") alla lampada ("Lampy"). L'orientamento sessuale del Satchel è stato messo in discussione parecchie volte durante la striscia.
Rob Wilco: "Proprietario" di Satchel e Bucky. Lavora nella pubblicità, ma non ne va fiero. Il suo pc portatile è un Pear. Rob è il ritratto dell'uomo medio: un esecutore mediocre di un lavoro che non gli piace, non particolarmente romantico, un tipo relativamente calmo con un pessimo taglio di capelli e un mal di schiena cronico. Le sue passioni, che spesso diventano ossessioni, sono gli sport (specialmente i Boston Red Sox e il rugby), i videogiochi e i libri. Rob è spesso mostrato mentre legge, di solito a letto. È anche vegetariano perché crede che i metodi per uccidere gli animali siano troppo crudeli. Sembra piacergli molto, come a Satchel, la serie di Harry Potter. Una volta, Bucky, ossessionato da un persiano che viveva nel suo palazzo, ha cercato di far crescere i suoi capelli con una bottiglia di Rogaine. Dopo aver usato due bottiglie Rob ha dovuto tagliare dei capelli lunghissimi che continuavano a germogliare dalla testa del gatto, Bucky ha poi mischiato un po' di "no hair cream” con lo shampoo di Rob perché intendeva usarlo dopo. Tuttavia, Rob ha usato lo shampoo per primo, e il risultato è stato che è rimasto calvo per parecchie settimane. Il suo mal di schiena lo ha messo fuori uso per due lunghi periodi nella storia della striscia. Bucky ha sempre sfruttato l'occasione per rubare il posto a Rob e stabilire il proprio dominio sulla famiglia.
Malgrado le sue difficoltà con le donne, Rob ha sempre aiutato Satchel con le sue delusioni d'amore.

### Comprimari
Altri personaggi che appaiono occasionalmente:
Joe Doman: Amico e collega di Rob, una delle poche persone che va d'accordo con Bucky. Occasionalmente gli fa dei complimenti. Una volta ha dichiarato che Bucky era una sorta di triatleta felino per le distruzioni che aveva causato.
Francis Wilco: Il padre di Rob, un pompiere in pensione e riluttante "babysitter" di Bucky e Satchel. Non gli piace molto Bucky, e si dà sempre molto da fare per tenerlo lontano dai suoi capelli.
Roger Wilco: Il fratello di Rob, che è andato a trovarlo quando nel 2005 Rob si è rotto la schiena. Ha fatto un'apparizione nella striscia subito dopo l'11 settembre, dove ha partecipato con Rob e suo padre a un comizio commemorativo per i pompieri uccisi negli attacchi. Ha fatto anche un'altra apparizione al fianco di suo fratello e di Joe Doman in una striscia parodia di Jackass, in cui Rob dava il permesso a Bucky di attaccarlo. Le sue apparizioni consistono nel ridere alle sfortune di suo fratello.
William: Il cugino di Rob, che perse una gamba nella Guerra in Iraq.
Fungo Squiggly: Il vicino furetto che Bucky disprezza intensamente. Quando la nuova famiglia è arrivata nell'appartamento di fianco a Rob, hanno presentato Fungo come il loro animale. Satchel ha fatto subito amicizia col nuovo arrivato, ma Bucky lo ha immediatamente visto come il suo nemico mortale. Anche se sussurra nelle orecchie di Satchel, Fungo non parla intelligibilmente nella striscia. Non è stata data alcuna spiegazione del motivo per cui Bucky odii così tanto Fungo, salvo che questo sembra un po' aggressivo nel loro primo incontro. Forse è semplicemente un altro prodotto dell'ostilità di Bucky' nei confronti del mondo. In ogni caso, molte (ma non tutte) delle aggressioni di Fungo' nei confronti di Bucky sono semplici reazioni agli assalti del gatto, ma Fungo non sembra preoccuparsene.
Mac Manc McManx: Cugino di Bucky, è apparso in diverse strisce a partire da gennaio 2007 (mentre nella versione inglese da settembre 2006). Viene normalmente chiamato con il suo nome anagrafico ma in una delle prime vignette rivela alcuni soprannomi: Mac, M3, e M&M&M. Mac Manc McManx abita a Manchester e nel fumetto parla con un vocabolario tipico di Londra creando un incomprensioni con il resto dei personaggi. Fisicamente è simile a Bucky, come lui anche Mac Manc McManx ha le orecchie chiuse verso il basso, si differenziano solo per il colore del pelo: mentre Bucky è nero, Mac ha il pelo bianco.
Todd: Il capo di Rob. Una volta ha pensato di usare Bucky per una campagna pubblicitaria per un'azienda di ferramenta, minacciando Rob di fargli fare una campagna che lui odiava. Bucky ha ottenuto tutti i campioni di attrezzi (incluso una sega che ha usato per tagliare una torta e per tagliare il grasso del prosciutto).
Kellie: Il primo amore di Rob. Kellie ha rotto con Rob dopo uno o due appuntamenti, apparentemente per nessun motivo. Kellie probabilmente ha chiuso la sua relazione con Rob dopo un incidente in una delle prime strisce, dove lei chiamava Rob mentre lui era nella doccia. Dopo aver urlato a Satchel o a Bucky di tirar su il telefono, Rob è uscito dalla doccia per rispondere e ha battuto il ginocchio contro il tavolino del caffè. La striscia finiva con Satchel che parlava con Kellie, e Rob dolorante sul pavimento che minacciava Bucky.

## Premi
- Conley ha ricevuto il National Cartoonist Society Newspaper Comic Strip Award nel 2002 per il suo lavoro di Get Fuzzy.